# Return to Olympus
Return to Olympus (укр. Повернення на Олімп) — альбом сіетлського гурту Malfunkshun, що вийшов в 1995 році та містив нечисленні студійні демоверсії колективу, записані в середині вісімдесятих років.

## Історія
Сіетлський рок-гурт Malfunkshun, що існував з 1980 по 1988 роки, став відомим після смерті його колишнього фронтмена Ендрю Вуда в 1990 році. На той час Вуд грав в колективі Mother Love Bone, який готувався випустити дебютну платівку. Трагічна смерть Вуда від передозування наркотиків та об'єднала місцеву музичну сцену. Зокрема, Вуду був присвячений триб'ют-проєкт Temple of the Dog та пісня Alice in Chains «Would?»
Колишні учасники Mother Love Bone заснували новий гурт, який невдовзі став всесвітньо відомим — Pearl Jam. В 1995 році гітарист Pearl Jam та Mother Love Bone Стоун Ґоссард вирішив вшанувати пам'ять Вуда та випустити пісні його першого рок-гурту Malfunkshun. Платівка вийшла на лейблі Госсарда Loosegroove та отримала назву Return to Olympus. До її складу увійшли демозаписи Malfunkshun, записані на восьмидоріжковий магнітофон, а також декілька записів самого Ендрю.
На сайті Allmusic платівку оцінили на чотири зірки з п'яти. Ґреґ Прато порівняв її з важким металом вісімдесятих років завдяки гітарним соло брата Енді Кевіна Вуда, а також з творчістю Mother Love Bone, близькою до арена-року, але назвав досить прямолінійною у порівнянні з подальшою творчістю Енді Вуда. В газеті The Austin Chronicle відзначили зародження «металевої меланхолії» Mother Love Bone, а також ознаки впливу ранніх Black Sabbath на тогочасну сіетлську сцену.

## Список пісень
Автор музики і слів Malfunkshun, окрім «Wang Dang Sweet Poontang» (автор — Тед Ньюджент). 
| #   | Назва                                                    | Тривалість |
| --- | -------------------------------------------------------- | ---------- |
| 1.  | «Enter Landrew»                                          | 2:50       |
| 2.  | «My Only Fan»                                            | 4:23       |
| 3.  | «Mr. Liberty (With Morals)»                              | 3:25       |
| 4.  | «Jezebel Woman»                                          | 4:31       |
| 5.  | «Shotgun Wedding»                                        | 4:17       |
| 6.  | «Wang Dang Sweet Poontang» (кавер-версія Теда Ньюджента) | 3:20       |
| 7.  | «Until The Ocean»                                        | 2:54       |
| 8.  | «I Wanna Be Yo Daddy»                                    | 4:56       |
| 9.  | «Winter Bites»                                           | 7:38       |
| 10. | «Make Sweet Love»                                        | 4:15       |
| 11. | «Region»                                                 | 5:48       |
| 12. | «Luxury Bed (The Rocketship Chair)»                      | 4:58       |
| 13. | «Exit Landrew»                                           | 1:50       |

## Учасники запису
Malfunkshun
- Ендрю Вуд — вокал, бас-гітара
- Кевін Вуд — гітара
- Ріґан Гаґар — барабани

Технічний персонал
- Баррі Амент — оформлення
- Джек Ендіно — звукоінженер, зведення
- Боб Людвіг — майстеринг
- Джон Гудмансон — зведення
- Нік Дідіа — зведення
- Стів Фіск — зведення
- Джоел Зіммерман — фотограф
- Ленс Мерсер — фотограф
- Денніс Геррінг — секвенсінг[4]